# Only Boys Aloud
Only Boys Aloud est une chorale composée de jeunes Gallois âgés entre 11 et 19 ans et créé en 2010 par Tim Rhys-Evans (en).

## Historique
En 2010, Tim Rhys-Evans, qui constate que les chœurs gallois sont vieillissants, décide de lancer le projet Only Boys Aloud. Quarante jeunes, âgés de 11 à 19 ans, sont alors recrutés sans auditions ni coûts pour les participants. En 2018, le projet compte 201 jeunes pour quatorze chœurs.